# Cabildo colonial
Pour les articles homonymes, voir Cabildo.
Les cabildos étaient des corps administratifs coloniaux chargés de diriger les municipalités à l'époque de l’Empire espagnol. Mis en place tant aux Philippines que dans toute l’Amérique (y compris à La Nouvelle-Orléans), ils avaient été conçus en adaptant aux besoins nouveaux les anciennes mairies médiévales espagnoles, lesquelles se nommaient parfois également cabildos, par analogie avec les assemblées de chanoines (chapitres, en esp. cabildo) des églises cathédrales ou collégiales. La dénomination complète par laquelle on avait coutume de désigner chacun d’eux était « Muy Ilustre Cabildo, Justicia y Regimiento de... » (soit : « Très-Illustre Cabildo, Justice et Administration de... »). Le cabildo espagnol ne procédait pas de Rome, mais fut une émanation de l’individualisme germanique.
Le cabildo — appelé également ayuntamiento ou concejo (‘conseil municipal’) — était le représentant légal de la ville ou du bourg (villa) concerné, l’institution municipale par laquelle les citadins réglaient leurs affaires judiciaires, administratives, économiques et militaires. Sa structure et sa composition étaient similaires à celles des concejos d’Espagne, mais son domaine de compétence était variable ainsi que son importance politique, en fonction des conditions spéciales prévalant dans la société des royaumes et provinces d’outremer.
Dès les premières années de l’ère coloniale en Amérique, les cabildos furent un mécanisme efficace de représentation des élites locales face à la bureaucratie royale espagnole. Par diverses dispositions royales, l’on tâcha certes de les soumettre à l’autorité des représentants du roi d'Espagne, mais l’éloignement avec la métropole obligea à leur accorder un haut degré d’autonomie, tout au moins jusqu’à la fin du XVIIIe siècle, lorsque les attributions des cabildos se trouvèrent restreintes sous l’effet des réformes bourboniennes, principalement à travers la création des intendances.

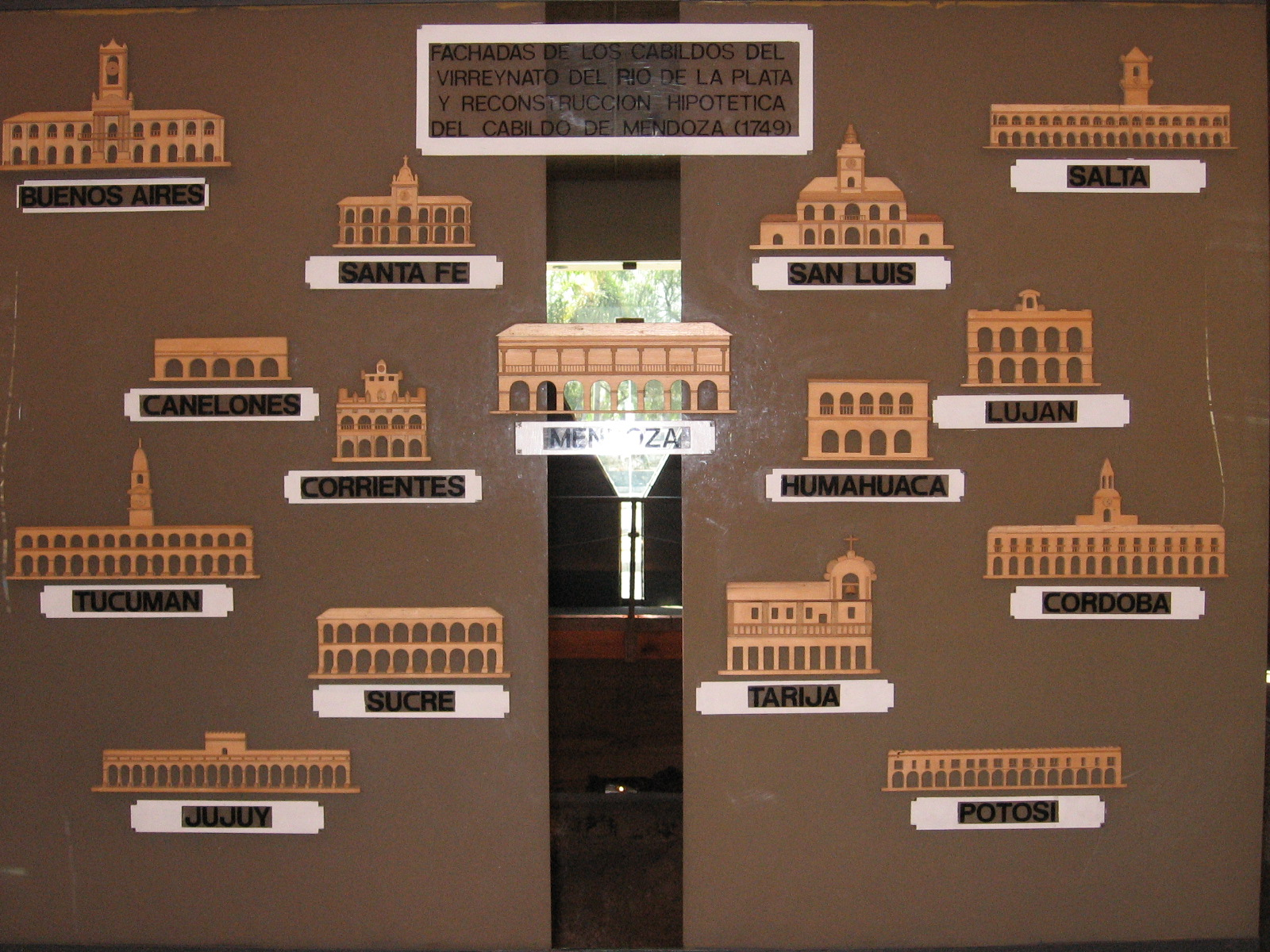
Aperçu des principaux cabildos de la vice-royauté du Río de la Plata.

## Histoire

### Genèse des cabildos
L’institution du cabildo provenait d’Espagne, où, au Moyen Âge, les habitants de chaque ville élisaient leurs regidores (échevins) et alcaldes (alcades) pour qu’ils administrent et réglementent leurs communautés. Au moment où les conquistadores mettaient le pied en Amérique, les cabildos espagnols (dans la métropole) avaient déjà perdu une partie de leur pouvoir, nombre de leurs compétences ayant en effet déjà été transférées à la monarchie.
L’origine du cabildo colonial est en lien direct avec la fondation des premières villes hispano-américaines au XVIe siècle. Quand une ville était fondée, le fondateur désignait, parmi les soldats qui l’avaient accompagné lors de cette fondation, les échevins et alcades appelés à constituer le cabildo de la nouvelle localité. En accord avec l’une des lois des Indes, la nomination des échevins était à la discrétion de l’adelantado – en personne ou par l’intermédiaire d’un sien délégué – ayant fondé la ville, et ce « pour la durée des jours de sa vie, et d’un fils ou héritier ».
Les premières lois tendaient à soumettre totalement les cabildos à l’autorité nommée depuis l’Espagne européenne et visaient à placer les cabildos d’outremer dans la même situation que les municipalités péninsulaires, lesquelles avaient, au XVIe siècle déjà, perdu une grande partie de leur autonomie. Toutefois, les rois finirent par reconnaître que cette situation ne pouvait être étendue aux lointains et immenses territoires d’outremer, et admirent que les cabildos eussent une certaine autonomie (restreinte, attendu que la législation était de la compétence exclusive du roi) ; les cabildos acquirent effectivement d’amples attributions en matière de gouvernement et de justice, certains d’entre eux venant même à nommer directement le gouverneur.

### Évolution au cours desXVIeetXVIIesiècles

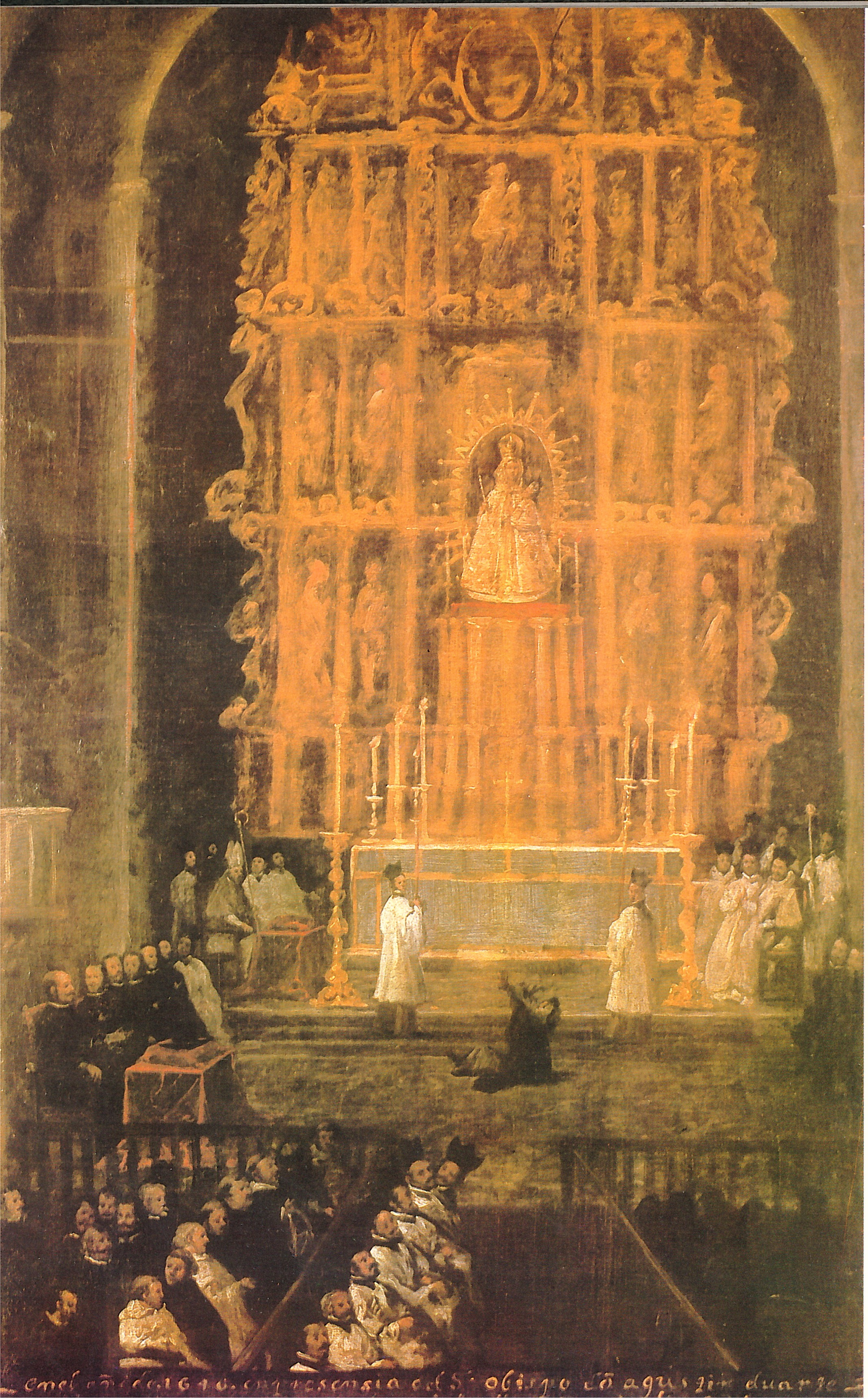
Le Cabildo et l’Audiencia de Quito assistant au spectacle d’une Indienne en train d’être exorcisée pendant la grand’messe devant l’autel de la Vierge de Guápulo en 1646 en présence du président Martín de Arriola et de l’évêque Agustín Duarte. Tableau de Miguel de Santiago.

À partir de la fin du XVIIe siècle, le roi d’Espagne prit une série de mesures désespérées pour accroître les recettes de la Couronne. Parmi ces mesures figurait la vente à vie des fonctions publiques, dont celles de regidor (échevin), lequel regidor était alors appelé regidor perpetuo. Souvent, ces charges se vendaient en dehors de la ville où les fonctionnaires bénéficiaires seraient appelés à exercer leur fonction, et ceux-ci ne tardèrent pas à être accusés de chercher à récupérer promptement leur investissement en abusant de leur autorité. Cependant, les échevins perpétuels étaient en contrepartie tenus de résider dans la ville, et finirent à la longue par mieux s’identifier avec le milieu dans lequel ils agissaient que les échevins transitoires, nommés directement depuis l’Espagne.
Il s’ensuivit qu’à la fin du XVIIe siècle, les cabildos américains gardaient un haut degré d’autonomie vis-à-vis de la Couronne et des gouverneurs nommés par celle-ci, encore que souvent les regidores eux-mêmes apparaissaient autonomes par rapport au peuple qu’ils étaient censés représenter.
Une autre mutation importante fut provoquée par l’augmentation de la population et par l’enrichissement de nouvelles familles locales, soit, dans le cas des villes portuaires, les familles liées au négoce, ou dans les villes situées dans les zones minières, les familles engagées dans le commerce des produits d’extraction. En conséquence de ce changement social lent et graduel, mais effectif, les descendants des premiers fondateurs furent supplantés, en tant que corps représentatif, par les nouveaux groupes de fortunés, souvent admis dans l’administration à la suite d’accords conclus avec les échevins perpétuels.
Ainsi, les cabildos les plus importants, tout en devenant des institutions représentatives surtout de l’élite criolla, surent s’emparer d’une grande part de pouvoir dans le système colonial. Le résultat de ce processus fut que l’institution du cabildo perdit tout caractère populaire et démocratique et se convertit en un organisme dominé par l’oligarchie criolla. Dans les cabildos des localités mineures en revanche, les postes administratifs ne furent pas offerts à la vente, mais il convient de souligner que souvent ils restèrent vacants sans pouvoir être pourvus.
En principe, le gouverneur de la ville ou le vice-roi devaient présider les sessions du cabildo de sa zone de tutelle. Avec le temps toutefois, ces hauts fonctionnaires finirent par considérer comme trop locales et peu importantes les affaires dont le cabildo avait la charge, de sorte qu’ils cessèrent d’assister aux sessions du cabildo. Ses décisions n’étaient plus désormais prises en concertation avec l’autorité royale, laquelle en était seulement informée. L’élection des fonctionnaires les plus importants donnait lieu encore à consultation avec l’autorité coloniale, qui opposait souvent son véto à tel ou tel des candidats élus, mais davantage pour marquer son autorité. En général, les gouverneurs et les vice-rois se gardaient d’entrer inutilement en conflit avec les cabildos, eu égard au fait que ceux-ci seraient les premiers consultés lors des jugements de résidence tenus au terme de leur mandat.

### Le centralisme bourbonien
Jusqu’à la fin du XVIIe siècle, les cabildos durent faire face à la mise en place de la bureaucratie royale, qui s’appliqua à grignoter graduellement les attributions des corps municipaux.
Au début du XVIIIe siècle, à l’issue de la guerre de Succession d'Espagne et de l’avènement subséquent des Bourbons, se produisit une série de changements dans les rapports entre l’Espagne et son empire colonial. Jusque-là, les royaumes américains dépendaient directement du roi, qui les administrait par le truchement des vice-rois et des gouverneurs en tant que ses représentants. Par suite des réformes introduites par les Bourbons, les vice-royautés et les capitaineries générales allaient dépendre dorénavant directement de la métropole. Leur structure sociale et économique fut modifiée dans le sens d’une dépendance absolue envers l’Espagne européenne.
Un élément positif fut certes l’élimination progressive de la vénalité des charges publiques, remplacée par un système de regidores élus, dans le but présumé de combattre la corruption. Mais il y eut un accroissement du nombre de regidores nommés par les autorités espagnoles locales, et même de ceux nommés depuis la métropole. En outre, l’on maintint les dispositions royales tendant à faire désigner par la haute administration les fonctionnaires appelés automatiquement à suppléer, en cas de vacance, aux administrateurs absents, ôtant ainsi ce privilège aux cabildos.
La mise en application, au dernier quart du siècle, des ordonnances relatives aux intendants, vint compléter le nouveau dispositif administratif : vers la fin de la période impériale, tandis qu’était instauré le système centraliste à l’image de l’État français, les cabildos, s’ils gardaient leur prestige, avaient dû renoncer déjà à une grande partie de leurs anciennes prérogatives.

### La période des indépendances

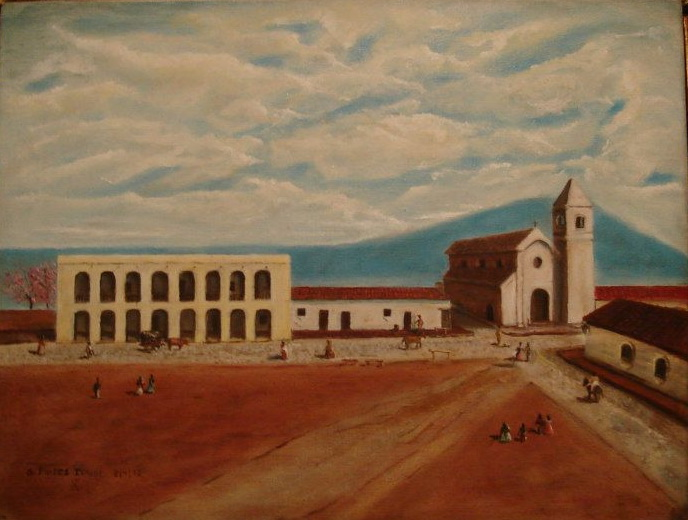
Tucumán vers 1812, avec son cabildo et l’église Saint-François (tableau actuel).

Lorsque se furent produits en Espagne les événements consécutifs à l’invasion napoléonienne, en particulier la déposition du roi Ferdinand VII, les cabildos furent soudainement remises en possession de leurs anciennes prérogatives : ils destituèrent leurs gouvernants, vice-rois et capitaines généraux y compris, et assumèrent eux-mêmes la représentation du peuple de chaque ville. Ce fut l’amorce des différentes révolutions qui devaient à leur tour déboucher sur les indépendances hispano-américaines. En règle générale, l’on eut alors recours à la procédure dite cabildo ouvert pour recueillir l’opinion de la « partie saine et principale » des citoyens.
Le processus connut, d’une ville à l’autre, des aboutissements différents ; il réussit complètement dans le Río de la Plata, en Nouvelle-Grenade, au Venezuela, au Chili et au Paraguay. Il eut un succès éphémère à Montevideo, dans le haut-Pérou (grosso modo la Bolivie actuelle) et à Quito, mais échoua complètement au Pérou et en  Nouvelle-Espagne. Pourtant, au premier semestre de 1821, les cabildos des villes péruviennes de Trujillo, Piura et Tumbes se prononcèrent elles aussi en faveur de l’indépendance.
Dans tous les cas où la prise du pouvoir par le cabildo réussit, celui-ci n’assuma pas le gouvernement directement, mais le délégua à un comité exécutif, dit junte de gouvernement (‘junta de gobierno’), en se réservant sur celle-ci un certain contrôle, qu’il ne parvint pas toujours à exercer. Lorsque, des juntes, le gouvernement passa ensuite aux mains de juristes, le cabildo perdit le contrôle sur le gouvernement national, encore qu’il conservât un certain degré de prépondérance au niveau local.
Dans le Río de la Plata, les cabildos jouèrent un rôle décisif dans l’instauration du fédéralisme, en remplaçant les exécutifs émanant du gouvernement central par d’autres, formés cette fois par les élites locales. Les cabildos se maintinrent comme autorités législatives et judiciaires jusqu’en 1820, puis furent dépouillées de leurs compétences législatives, et finalement dissoutes aussi comme institutions judiciaires. Le dernier cabildo à être supprimé fut celui de San Salvador de Jujuy en 1837.
Dans le cas du Mexique, les cabildos ont continué, et continuent jusqu’à ce jour, à fonctionner comme autorités municipales, même si leur nature, mode d’élection et fonctions ont changé substantiellement.

## Composition

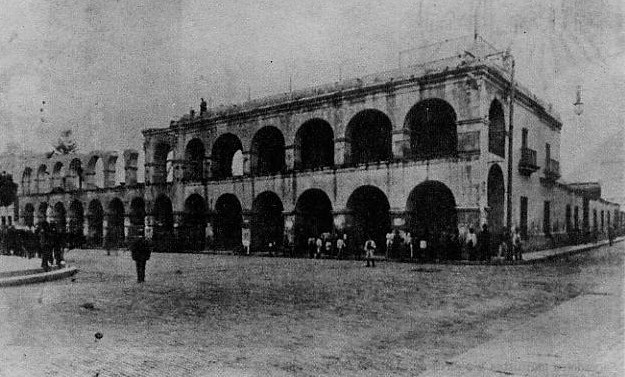
Certaines villes, telles que Tucumán, ont démoli leur cabildo au début du XXe siècle, pour leur substituer des palais à l’usage du gouvernement républicain.

À la fin de l’ère coloniale espagnole — c'est-à-dire au début du XIXe siècle — les cabildos se composaient, au titre du fonctionnariat électif, de plusieurs regidors (échevins), de deux alcaldes ordinarios (alcades ordinaires), de l’alférez royal et de l’alguacil mayor ; le fonctionnariat permanent du cabildo comprenait le fiel ejecutor, le procureur (procurador), le greffier (escribano), le majordome, le dépositaire, tandis qu’un peu abondant personnel subalterne complétait l’organigramme.
Les cabildos, après que les gouverneurs et vice-rois eurent cessé d’assister à leurs séances, acquirent un certain degré d’autonomie. Le choix des fonctionnaires les plus importants se faisait encore en consultation avec l’autorité coloniale centrale, mais celle-ci n’était pas habilitée à proposer les suppléances. Ce n’est qu’à la fin du XVIIIe siècle qu’une pression plus forte se fit sentir pour l’élection de fonctionnaires ayant la faveur du gouverneur. En même temps, ce dernier s’attachait à promouvoir des personnages récemment débarqués de la métropole, posant par là un geste supplémentaire en direction de la centralisation administrative de l’Empire espagnol et d’un renforcement de la dépendance des territoires d’outremer vis-à-vis de la métropole.

### Regidores(échevins)
L’ensemble des regidores formait le dénommé regimiento, collège des échevins. Comme le nom l’indique, ce sont eux qui régissaient, gouvernaient et contrôlaient l’administration cabildaire. En règle générale, le regidor de premier vote occupait le poste d’alférez, un deuxième était le défenseur des mineurs, et un troisième était le défenseur des pauvres, tandis que la fonction de fiel ejecutor était assignée aux fonctionnaires restants selon un roulement.
Le nombre de regidores variait selon l’importance des villes : les chefs-lieux des grandes vice-royautés, Lima et  Mexico, avaient le droit de posséder douze regidores. Les capitales de province pouvaient en avoir huit et les villes subalternes six. Les bourgs (villas), d’une catégorie inférieure aux villes (ciudades), avaient quatre regidores, et leurs cabildos étaient souvent désignés par le terme de cabildos moyens. Les villages indigènes et les missions jésuites présentaient un nombre plus faible encore de regidores, et avaient d’ordinaire également un alcade, alcalde. Leur autonomie municipale était beaucoup moindre.
Hormis dans les villages indiens, seuls pouvaient accéder aux charges de regidor — et, de façon générale, à tout autre poste du fonctionnariat municipal — les citoyens (vecinos), c'est-à-dire les blancs de plus de vingt ans domiciliés dans la ville concernée et n’exerçant pas d’« offices vils »,.

### Alcaldes (alcades)
Les alcades ordinaires (‘alcaldes ordinarios’) étaient élus par les regidores au premier janvier de chaque année. Au nombre de deux, ils étaient dénommés, l’un alcalde de primer voto (alcade de premier vote), et l’autre alcalde de segundo voto (alcade de deuxième vote). N’étaient éligibles à ces postes que les citoyens (vecinos) originaires de la ville concernée. De la même façon que pour les regidores, l’on devait, du moins en théorie, donner la préférence aux premiers habitants et à leurs descendants. 
Au début, les alcades étaient des autorités exclusivement judiciaires, chargés de rendre la justice de première instance (la justice de deuxième instance ressortissant en Amérique de la Real Audiencia). Ils se partageaient les affaires communes ; le alcade de premier vote était le juge des affaires criminelles, tandis que celui de deuxième vote intervenait comme juge des mineurs.
Passé le temps de la conquête et des fondations de ville, les vice-rois, gouverneurs et gouverneurs intendants cessèrent d’assister aux séances des cabildos, dont ils étaient présidents d’office. Les alcaldes de primer voto se mirent dès lors à présider les sessions du cabildo, ou, en leur absence, ceux de segundo voto. En tout état de cause, c’est l’alcade de premier vote qui votait en premier, suivi de l’alcade de deuxième vote ; aussitôt après votaient les regidores. Ordinairement, et en accord avec un régime politique que régissait non pas la règle de la majorité mais la recherche prioritaire de quelque forme de consensus, le premier suffrage émis conditionnait comme de juste le reste du vote. L’importance l’alcade de premier vote en était considérablement augmentée, celui-ci arrivant ainsi à être le fonctionnaire le plus important du cabildo et voyant ses attributions s’étendre bien au-delà de ses seules fonctions judiciaires.
Les alcaldes ordinarios dirigeaient la vie de la cité, présidaient le cabildo et incarnaient la première autorité municipale. Attendu que le cabildo était habilité à exercer le gouvernement à titre intérimaire en cas de décès ou d’absence du gouverneur de la province, c’est aux alcaldes que ce rôle incombait en priorité.

### Alférez real
À l’origine, l’alférez real (litt. sous-lieutenant royal) était l’officier commandant les milices de la ville, élu annuellement. Avec le temps, cette fonction militaire finit par revenir à des officiers de métier et permanents, pendant que le titre d’Alférez Real allait recouvrir une fonction purement honoraire, et la responsabilité de son titulaire se limiter désormais à porter le gonfalon royal lors de cérémonies publiques.

### Alguacil mayor(huissier)
L’alguacil mayor (huissier) était le fonctionnaire chargé de faire appliquer les décisions (acuerdos) du cabildo, de poursuivre les jeux prohibés, de procéder aux mises en détention, de garantir la ronde en ville, etc. Il était responsable de l’arrestation des délinquants, vagabonds et ivrognes et de leur mise sous écrou, la prison se trouvant du reste dans le même édifice que le cabildo.
Il avait l’insigne privilège d’être la seule personne autorisée à entrer en armes dans le bâtiment du cabildo, y compris durant les séances du conseil. Son office était lui aussi vénal.

### Fiel ejecutor
Le fiel ejecutor (litt. fidèle exécuteur) était un fonctionnaire permanent du cabildo, chargé de l’approvisionnement de la ville. Sa responsabilité principale cependant consistait à fixer les prix et à vérifier les poids et mesures et les pièces de monnaie utilisés par les commerçants. Il veillait en outre à la salubrité et à la décoration de la ville.

## Autres fonctions

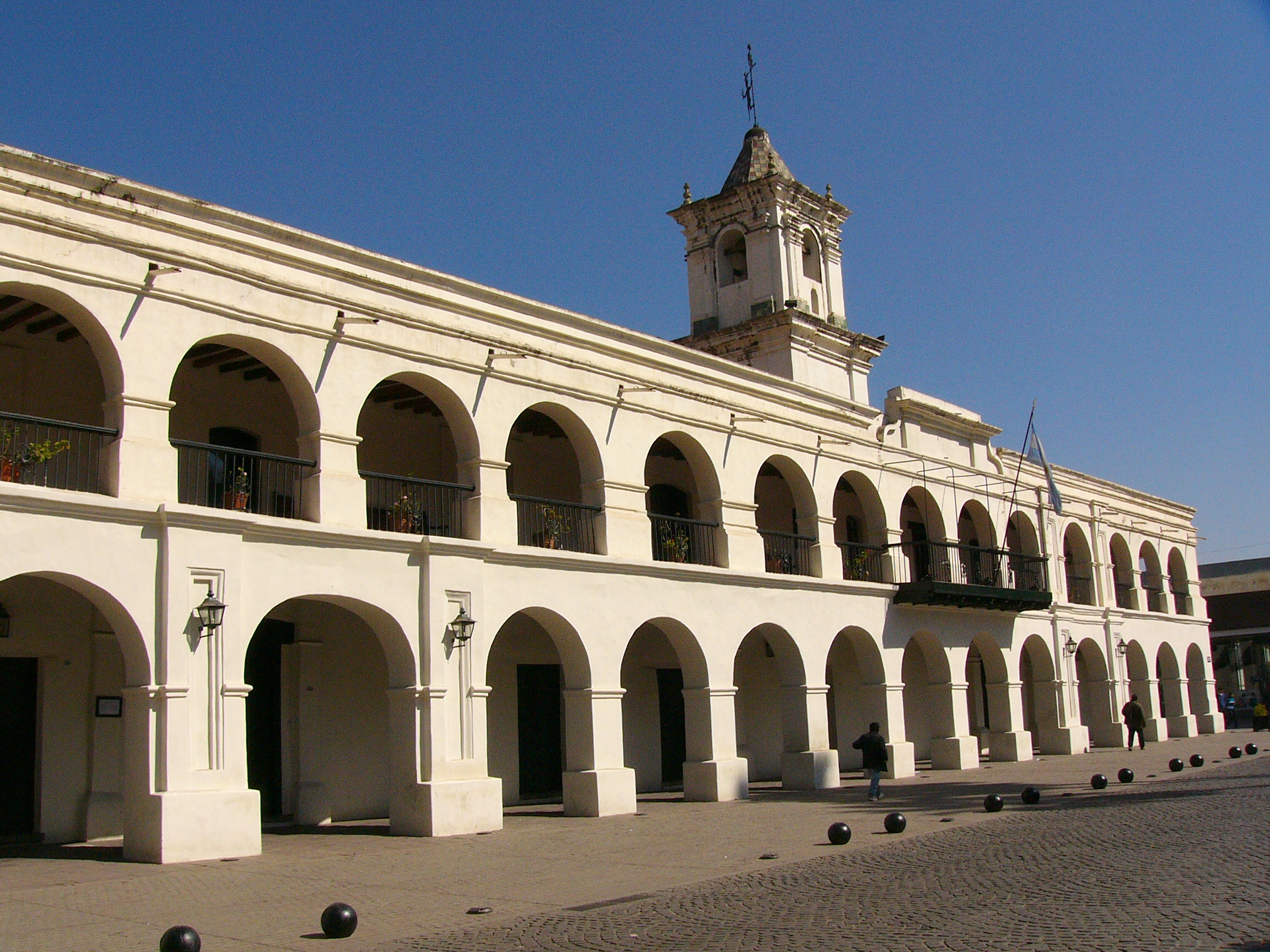
Cabildo de Salta (Argentine).

En plus de ses membres titulaires, lesquels exerçaient leurs fonctions en dehors de toute rémunération, le cabildo avait à son service une série d’employés rémunérés, dotés d’attributions spéciales. La plupart étaient des emplois conférés à vie.

### Procurador
Nommé par les échevins, le procurador (procureur), ou síndico procurador (syndic-procureur), ou encore personero del común (mandataire du commun), était le représentant juridique de la municipalité, ayant charge de la représenter dans tout procès conduit auprès de la Real Audiencia, ou lors de toute requête présentée devant les gouverneurs ou les vice-rois. En revanche, pour les suppliques à adresser à la Cour, au roi ou au Conseil des Indes, il y avait lieu d’envoyer des députations spéciales à la Péninsule.
Le procureur avait également la responsabilité de prendre réception et d’examiner les requêtes des citoyens, et, par là, la faculté de les porter à l’attention du cabildo ou au contraire de les rejeter. Il  avait vocation à intervenir dans toutes les affaires de vente, de bornage et de répartition de terres et de terrains.
Le procurador était nommé chaque année par les regidores, et il n’était pas interdit qu’une même personne occupât le poste plusieurs années consécutives ; de fait, la plupart des procureurs restaient à leur poste pendant de nombreuses années.

### Escribano
L’escribano (secrétaire, greffier) était chargé de tenir le registre des accords du Cabildo, tant des résolutions politiques que des sentences judiciaires, et de tenir le livre des contrats de dépôt. Dans les localités de moindre importance, il remplissait aussi l’office de notaire, authentifiant les conventions privées, fonction qu’exerçaient, dans les villes plus grandes, les notaires privés, mais dûment immatriculés au Cabildo.

### Alcaldes de la Santa Hermandad
Chaque année, le cabildo désignait un certain nombre d’alcaldes de Hermandad, un pour chacun des districts qui composaient la campagne circonvoisine. Les alcaldes de la Santa Hermandad disposaient chacun d’une cuadrilla ― plus tard partida ―, généralement constituée de quatre soldats. Dans les dernières années de la colonie, leur ancien nom de Santa Hermandad leur fut retiré, et ils se nommaient depuis lors simplement alcaldes.

### Alguacil menor
Dans les zones urbaines, la surveillance de la ville était assurée par des alguaciles menores, soumis à l’autorité de l’alguacil mayor. Vers la fin du XVIIIe siècle, ces derniers furent remplacés dans les grandes villes par des commissaires, un pour chaque quartier.
Peu avant l’extinction de l’Empire espagnol, la pratique s’était généralisée d’attribuer aux alcaldes ou aux commissaires l’administration de la justice pour des affaires à faible enjeu et de portée exclusivement locale.

### Autres
Un groupe de fonctionnaires, appelés Jueces Oficiales de la Renta (‘juges officiels de l’impôt’), avait compétence en matière fiscale. Il s’agissait : du Depositario General (‘dépositaire général’), chargé de lever les recettes du cabildo (les recettes propres et celles arbitrales) et également de tenir la garde auprès des biens en litige ; du trésorier, qui avait la gestion des finances du cabildo ; et du Contador (comptable), qui tenait les livres.
Les maîtres d’école, à l’exception de ceux attachés aux établissements dépendant des ordres religieux, étaient des employés du cabildo, de même que le personnel de l’hôpital, quand il y en avait un.
Le portier du cabildo devait veiller à l’entretien et à la propreté de l’édifice, et s’occuper d’ouvrir et de refermer les portes. Cette dernière responsabilité comportait deux missions, qui faisaient de la personne détentrice de cet emploi une personnalité d’un certain poids : d’une part, convoquer les regidores et alcaldes aux sessions ordinaires, et d’autre part, s’occuper des détenus de la prison, laquelle était intégrée dans le bâtiment du cabildo.

## Compétences
Les compétences du Cabildo étaient de trois ordres : judiciaires, administratives et politiques. Celles judiciaires ― savoir : rendre la justice de première instance ― étaient exercées par le cabildo en la personne des alcaldes ordinarios.
Les compétences administratives comprenaient : l’administration des terrains communaux, la répartition des terres et terrains entre les citoyens, l’approvisionnement de la population, l’entretien des équipements et des ornements urbains, et la vérification des prix et des poids et mesures. Le Cabildo exerçait ces compétences à travers ses regidores, son alférez real, son huissier, son procureur et d’autres fonctionnaires municipaux.

### Compétences politiques
Le cabildo pouvait être amené à jouer un rôle politique en vertu des attributions suivantes : 
- le privilège pour ses alcades ordinaires d’assumer le gouvernement par intérim en cas de décès ou d’absence de ce dernier. Ce privilège se trouvait inscrit dans les lois des Indes) ;
- la prérogative de se réunir en Congrès ou Comité de municipalités (Junta de Municipalidades), en vue de discuter de questions importantes de leur ressort et de les résoudre ;
- le droit d’envoyer des procureurs pour requérir auprès du roi certaines mesures favorables au territoire ;
- le droit de suspendre l’exécution d’ordres émanant de l’Espagne européenne, dès lors que le cabildo les jugeait contraires aux us et coutumes ou susceptibles de troubler l’ordre public. Dans de tels cas, le cabildo s’adressait directement au roi pour solliciter la suspension ou la modification de ces ordres.

## Recettes
Les ressources financières sur lesquelles s’appuyaient les cabildos étaient subdivisées en recursos propios et recursos arbitrios. Les recettes propres correspondaient aux loyers afférents aux propriétés du cabildo, soit, en général, des maisons, des bâtiments de commerce, des dépôts, des moulins, des terres cultivables et des propriétés rurales.
Étant donné que ces ressources ne suffisaient d’ordinaire qu’à financer les frais de fonctionnement administratifs, l’on dut avoir recours de façon répétée aux recettes arbitrales. Celles-ci étaient des impôts spéciaux levés pour une période déterminée, aux fins de couvrir des dépenses spéciales. Il s’agissait en général d’impôts sur les activités commerciales, tant d’importation que d’exportation ou de détail, mais aussi sur les activités artisanales. Parfois, à titre d’exception, l’on recourait à la levée de taxes sur les propriétés urbaines et, rarement, sur celles rurales.
Il n’était pas rare en revanche que les arbitrios fussent convertis ensuite en impositions permanentes, leur perception se prolongeant alors de manière ininterrompue pendant des siècles. Parmi les principales taxes arbitrales figuraient les accises (rentas de sisa), perçues sur le prix de vente du vin et de l’eau-de-vie, du vinaigre, de l’huile, de la viande et des fruits. Au début, ces recettes étaient employées à financer les travaux publics, ensuite à assurer l’entretien de la voirie, des canalisations et des bâtiments publics, et enfin servaient à payer le salaire permanent des fonctionnaires préposés à cette fonction de maintenance et de leurs personnels. De la sorte, une recette occasionnelle se faisait permanente, pour subvenir à des besoins constants.

## Fonctionnement
Les sessions du cabildo étaient de deux types : ordinaires et extraordinaires. Parmi ces dernières sont à ranger les cabildos ouverts.

### Sessions ordinaires
Les sessions ordinaires se tenaient à huis clos, étant en effet seuls admis à y participer les membres titulaires ¬de l’institution. Les sessions pouvaient être :
- électorales : par lesquelles le cabildo se renouvelait lui-même ;
- délibérantes : par lesquelles il réglementait tout ce qui touchait à la vie locale, à l’administration des biens communaux, à la police et à l’hygiène des populations, aux milices, à l’enseignement primaire, à l’approvisionnement de la ville, à la fixation des prix et des services, à la fiscalité, au fonctionnement des différents bureaux urbains, au calibrage des poids et mesures, etc. ;
- administratives : par lesquelles le cabildo mettait en application et rendait exécutoires les règlements adoptés ;
- judiciaires : où le cabildo intervenait dans l’action de la justice.

### Sessions extraordinaires
Les sessions extraordinaires, auxquelles étaient convoqués tous les citoyens qualifiés de la ville, se tenaient :
- dans le cadre d’un cabildo ouvert (voir ci-après) ;
- lorsqu’il était échu au cabildo d’assumer le gouvernement politique de la ville à la suite de l’absence ou de l’empêchement du fonctionnaire à qui ce pouvoir incombait normalement, soit le vice-roi, le gouverneur, etc.

### Cabildo ouvert
La procédure de cabildo ouvert (cabildo abierto) consistait à convoquer la partie « la plus saine et principale » de la population à une réunion organisée par le cabildo ordinaire, qui la présidait, dans le but d’y discuter de sujets de grande importance. La réunion se tenait habituellement dans l’enceinte du cabildo ou dans une église.
Les cabildos ouverts octroyaient à la partie représentative de la ville le droit de délibérer sur des questions qui, par leur nature, requéraient une solution extraordinaire. Le cabildo invitant déterminait quelles personnes il convenait de convoquer, en l’espèce uniquement les membres de l’aristocratie locale, à l’exclusion du peuple ; néanmoins, le fait en soi de les convier à délibérer avec le cabildo ordinaire conférait à ces assemblées un caractère plus démocratique.
Dans les premiers siècles de la domination espagnole, les cabildos ouverts étaient dépourvus de toute importance politique et avaient lieu à diverses fins, celles entre autres :
- d’accorder des dons ;
- d’adopter des mesures à l’encontre des Indiens ;
- d’engager un médecin ;
- de donner lecture d’une cédule royale.

Si les cabildos ouverts abondaient dans les années de la conquête, cette manifestation de souveraineté populaire se fit ensuite de moins en moins fréquente, dans la mesure où les corps municipaux tendaient à se bureaucratiser et à passer sous l’emprise de l’aristocratie criolla. L’antique tradition des cabildos ouverts sera remise à l’honneur en 1810, à la suite de la mise en détention en France, par Napoléon, du roi d’Espagne Ferdinand VII, et donneront lieu à la nomination de comités de gouvernement (juntas) chargés de diriger le territoire en l’absence du monarque, déclenchant de la sorte les processus d’indépendance.

## Particularités des cabildos indiens
Les localités et zones de peuplement indigènes étaient, en Amérique espagnole, en principe administrés selon le même régime que les villes et bourgs habités par des Espagnols. Les indigènes établis au-dedans des zones d’habitation espagnoles, mais dans des quartiers séparés, ne relevaient pas du cabildo destiné aux Espagnols. Les territoires habités par les Indiens étaient fréquemment constitués de zones non contiguës, raison pour laquelle il advenait souvent que plusieurs localités dispersées fussent regroupées en un seul district municipal, la plus importante étant en règle générale choisie pour siège de l’administration communale. 
Lors de l’attribution des fonctions cabildaires par le pouvoir colonial, celui-ci eut soin, dans les premiers temps, de prendre en considération la structure sociale précolombienne ; au début donc, les postes des cabildos étaient la plupart du temps occupés par des membres de la noblesse indienne locale. Plus tard, des représentants de la classe dirigeante indienne élisaient annuellement les alcades et échevins, en faisant alterner les représentants de chacune des localités. Le président cependant du Cabildo de Indios était un corregidor de Indios espagnol ou son délégué espagnol (Teniente de Corregidor). Celui-ci veillait à la bonne gestion des affaires publiques de la commune. 
En particulier, les Cabildos de Indios étaient responsables de la sélection de la main-d’œuvre à fournir dans le cadre des corvées indiennes obligatoires (mita et encomienda). Les cabildos finançaient leurs dépenses par les recettes des terrains communaux, qui devaient être cultivés collectivement par les habitants. Dans beaucoup de communes, les principes de base de la bureaucratie et juridiction espagnoles furent adaptées aux traditions locales de la population indigène. Une grande partie des actes officiels de ces communes fut établie dans leur langue indienne respective.